# Nyikogyim Pavlovics Kondakov
Nyikogyim Pavlovics Kondakov (oroszul: Никоди́м Па́влович Кондако́в; Halany (Kurszki kormányzóság) 1844. november 13. – Prága, 1925. február 17.) orosz történész, művészettörténész, a bizánci művészet szakértője.

## Élete és munkássága
A moszkvai egyetemen tanult 1861–1865 között, majd a moszkvai művészeti iskolában tanított. 1870-ben előadó, 1877-től professzor volt az odesszai egyetemen. 1888-tól a szentpétervári egyetemen tanított.
1893-tól tagja volt az Orosz Szépművészeti Akadémiának, 1898-tól az Orosz Tudományos Akadémiának. 1895-ben Fjodor Uszpenszkijjel együtt megalapította a konstantinápolyi orosz régészeti intézetet. 1901-től a szerb király tudományos akadémia levelező tagja is volt.
Az 1917-es forradalom után, 1920-ban Bulgáriába, majd Csehszlovákiába emigrált. Haláláig a prágai Károly Egyetemen tanított.
Első könyvét 1877-ben publikálta a bizánci kéziratok illusztrációiról. Salomon Reinachkal közösen adta ki az Antiquités de la Russie Méridionale című művet 1891-ben. Egyetemi előadásai nagy befolyást gyakoroltak sok leendő orosz történészre. A Bizánccal foglalkozó modern művészettörténet egyik megalapítója volt.
Tanulmányozta a magyar korona történetét is, és felvetette, hogy a korona felső része is eredetileg egy bizánci liturgikus tárgy, úgynevezett csillag lehetett.

## Főbb művei
- История византийского искусства и иконографии по миниатюрам греческих рукописей[halott link]. – Записки Имп. Новоросс. университета, ч. 21, Одесса, 1877; 2-е изд. Пловдив, 2012
- Древняя архитектура Грузии: Исследование // Труды МАО, т. 6, 1876
- Путешествие на Синай в 1881 г. Из путевых впечатлений. Древности Синайского монастыря // Записки Имп. Новоросс. университета, ч. 33, 1882
- Византийские церкви и памятники Константинополя // Труды VI Археолог. съезда в Одессе. Одесса, 1887, т. 3; Отд. изд.: Одесса 1887
- Византийские эмали. Собрание А. В. Звенигородского. История и памятники византийской эмали. СПб., 1892 (на русском, немецком и французском языках: Frankfurt am Main, 1892)
- Русские клады: Исследование древностей великокняжеского периода, СПб. 1896
- Памятники христианского искусства на Афоне. СПб., 1902
- Археологическое путешествие по Сирии и Палестине. СПб., 1904
- Лицевой иконописный подлинник, т. I. Иконография Господа Бога и Спаса нашего Иисуса Христа. СПб., 1905
- Македония. Археологическое путешествие, Санкт Петербург 1909
- Иконография Богоматери. Связи греческой и русской иконописи с итальянскою живописью раннего Возрождения. СПб., 1910
- Иконография Богоматери. В 2-х томах. СПб., 1914 – 1915

### Halála utáni publikációk
- The Russian Icon, Oxford, 1927
- Русская икона. В 4-х томах. Прага, 1928 – 1933
- Очерки и заметки по истории средневекового искусства и культуры, Прага, 1929
- Чтения по истории античного быта и культуры, Прага, 1931
- Воспоминания и думы. – М.: Индрик, 2002. – ISBN 5-85759-163-5.

## Fordítás
- Ez a szócikk részben vagy egészben a Кондаков, Никодим Павлович  című orosz Wikipédia-szócikk ezen változatának fordításán alapul.  Az eredeti cikk szerkesztőit annak laptörténete sorolja fel. Ez a jelzés csupán a megfogalmazás eredetét és a szerzői jogokat jelzi, nem szolgál a cikkben szereplő információk forrásmegjelöléseként.